# Torneio de Montreux de 1922
O Torneio de Montreux de 1922  foi a 2ª edição do Torneio de Montreux.

## Jogos
| Jogo | Equipa      | Result | Equipa   |
| ---- | ----------- | ------ | -------- |
| 1º   | HC Montreux | 4-2    | Paris HC |
| 2º   | HC Montreux | 5-2    | Paris HC |
| 3º   | HC Montreux | 4-2    | Paris HC |
|      |             |        |          |
| Tot  | HC Montreux | 13-6   | Paris HC |

| Torneio Montreux 1922 |
| --------------------- |
| Suiça                 |
| HC MONTREUX 2º        |